# Бернар V (граф Комменжа)
Бернар V (фр. Bernard V de Comminges; ум. 30 ноября 1241) — граф Комменжа с 1225 года. Сын Бернара IV и его второй жены Комтор де Лабарт.

Графство Комменж на карте Гаскони конца XII в.

Родился в 1195 или 1196 году (впервые упоминается в документе 1197 года).
С юных лет участвовал в войнах, которые вёл его отец против крестоносцев, выступивших против альбигойцев.
В 1224 году взял в жёны Сесиль — дочь графа Раймона Роже де Фуа. Вскоре после этого, 22 февраля 1225 года, наследовал умершему отцу в качестве графа Комменжа.
В августе того же года подчинился и принёс лиж-оммаж французскому королю Людовику VIII, поклявшись бороться с альбигойцами.
Умер 30 ноября 1241 года и был похоронен в цистерцианском аббатстве Сен-Мари де Бонфор. Через несколько дней, 4 декабря, его единственный сын Бернар VI принёс оммаж тулузскому графу Раймонду VII.